# 岡崎晋
岡崎 晋（おかざき すすむ、1925年3月8日 - ）は、日本の北欧文学者、東海大学名誉教授。

## 人物・来歴
島根県益田市出身。1945年陸軍特別幹部候補生水上特攻隊除隊、1949年京都府農林専門学校農学科卒業、1951年早稲田大学文学部卒業、54年同大学院修士課程修了。55-59年デンマークのコペンハーゲン大学およびアイスランド大学で一般言語学、デンマーク語、アイスランド語を学ぶ。1967年東海大学文学部北欧文学科専任講師となり、助教授、教授。95年定年退職、名誉教授。

## 著書
- 『北欧の神々』(北欧文庫 鷹書房, 1975
- 『語形論以後 基礎ノルウェー語文法』鷹書房弓プレス, 1993.2

### 共編著
- 『北欧姉妹語入門』編著 (北欧文庫 鷹書房, 1975
- 『世界の博物館 14 スウェーデン・デンマーク野外歴史博物館 神話伝説と北欧の民家』杉本尚次共編 講談社, 1978.8

### 翻訳
- ベント・H.クレーソン『高校生の性知識 デンマークの性教育副読本』謝国権甚共訳 (パイオニア・ブックス) 池田書店, 1969
- メッタ・アイラーセン『ヤングの性と自由 デンマークよりのレポート』(Ikeda I.P.B) 池田書店, 1970
- ベルティル・マルムベルイ『言語と人間』築地書館, 1972
- A・ベクステッズ『北欧の神々と英雄たち』 (北欧文庫 鷹書房, 1975
- オーレ・ロン・キアケゴー作・絵『かえる食いのオーラ』さ・え・ら書房, 1976.2
- オーレ・ロン・キアケゴー 作・絵『アルバート』さ・え・ら書房, 1976.2
- オーレ・ロン・キアケゴー 作・絵『ホジャと赤いじゅうたん』さ・え・ら書房, 1976.3
- オーレ・ロン・キアケゴー 作・絵『ビアギル三人組』さ・え・ら書房, 1976.3
- オーレ・ロン・キアケゴー 作・絵『こしぬけターザン』さ・え・ら書房, 1976.4
- オーレ・ロン・キアケゴー 作・絵『トッパーのえんぴつ』さ・え・ら書房, 1976.5
- アンデルセン『みにくいあひるの子』(こどものための世界名作童話) 岩村和朗 え. 集英社, 1980.3
- ポウル・ウロム『沈黙の証言』講談社文庫 1981.3
- アウネータ・ディゼリクセン, ヨアキム・イスラエル編著『性の科学』彩流社, 1983.11
- エーリック・ニレーン, ヤーン・ペーデル・ラム『ゴトランドの絵画石碑 古代北欧の文化』彩流社, 1986.10
- ペーテル・ハルベリ『北欧の文学 古代・中世編』訳著. 鷹書房, 1990.9